# Lamprometopia pilosa
Lamprometopia pilosa är en tvåvingeart som beskrevs av Zumpt 1961. Lamprometopia pilosa ingår i släktet Lamprometopia och familjen köttflugor. Inga underarter finns listade i Catalogue of Life.